# No Shoestrings on Louise
No Shoestrings on Louise è una canzone composta e cantata da Elton John. Il testo è di Bernie Taupin.

## Il brano
È la quarta traccia del secondo album dell'artista, Elton John (1970). A differenza di gran parte dell'album, dai toni cupi e decisamente tenebrosi, il brano si presenta abbastanza ritmato e mette in evidenza alla batteria Barry Morgan, al basso Alan Weighll, alla chitarra principale Caleb Quaye, alla chitarra ritmica Clive Hicks e alle percussioni Dennis Lopez, oltre che Elton stesso all'onnipresente pianoforte. Si tratta in sostanza di quotati session men. Come tutto l'album di provenienza, è stata notata da buona parte della critica.